# Zamarada ignicosta
Zamarada ignicosta là một loài bướm đêm trong họ Geometridae.